# Emil Fischer (cantante)
Wilhelm Emil Fischer (Brunswick, 13 giugno 1838 – Amburgo, 11 agosto 1914) è stato un basso-baritono tedesco.
Debuttò nel 1857 a Graz nella Jean de Paris di Boieldieu, quindi si esibì a Presburgo, Stettino e Brunswick. Dal 1863 al 1870 fu direttore musicale del teatro dell'opera di Danzica.
Nel 1868 è Fritz Kothner nel successo della prima assoluta di Die Meistersinger von Nürnberg diretto da Hans von Bülow al Bayerische Staatsoper dove nel 1869 è Alberich in Das Rheingold diretto da Franz Wüllner.
Dal 1875 al 1880 cantò a Rotterdam, quindi fino al 1885 a Dresda.
Dal novembre 1885 al 1891 si esibì alla Metropolitan Opera di New York assieme a Lilli Lehmann, Max Alvary e Marianne Brandt, contribuendo a far conoscere le ultime opere di Richard Wagner negli Stati Uniti arrivando a 376 recite.
Debutta nella serata d'apertura della stagione come King Heinrich in Lohengrin (opera) diretto da Anton Seidl con la Brandt.
Dal 1895 al 1897 andò in tour attraverso gli Stati Uniti assieme alla Compagnia dell'Opera tedesca di Walter Damrosch, mentre si esibì per l'ultima volta al Met di New York nel 1907 nel SPECIAL PERFORMANCE Testimonial Tendered To MR. EMIL FISCHER.